# Morgensterkerk (Middelburg)
De Morgensterkerk, voor 1996 de Getuigeniskerk, is een protestants kerkgebouw aan de Adriaen Lauwereyszstraat in Middelburg, Zeeland, gebouwd in 1965. In januari 2017 werd de kerk buiten gebruik gesteld en in 2022 gesloopt.

## Geschiedenis
De Gereformeerde Kerk van Middelburg die in 1892 ontstond telde drie kerkgebouwen, de (Noorderkerk) de (Hofpleinkerk) en de Gasthuiskerk. Omdat de Gasthuiskerk in 1936 werd verkocht aan de Christelijke Gereformeerde Kerk, de Noorderkerk zich in een staat van verval bevond en het ledental snel groeide, ontstond er een gebrek aan zitplaatsen in de overgebleven kerkgebouwen. Ook was er te weinig vergaderruimte. Om de problemen op te lossen werd er aan het eind van de jaren vijftig gekozen voor de bouw van een nieuwe kerk waarbij de Noorderkerk afgestoten zou worden. Na overleg met de gemeente Middelburg werd er ten zuiden van het uitbreidingsplan van de wijk 't Zand een geschikte locatie gevonden.
In februari 1961 werd een bouwcommissie aangesteld en architectenbureau Rothuizen en 't Hooft kreeg de opdracht om een ontwerp voor een nieuw kerkgebouw te presenteren. Als eerste kostenraming werd er gedacht aan een miljoen gulden. Voor de bekostiging van het project werden verscheidene projecten opgezet. Zo konden stenen, heipalen, en stukken grond worden gekocht, wat een bedrag opleverde van 25.000 gulden. De uiteindelijke aanbesteding van de bouw werd in oktober 1964 opgedragen aan de aannemers Walraven en Wattel. Op 1 maart 1966 kon de kerk in gebruik genomen worden als de Getuigeniskerk. Totale kosten zonder orgel bedroegen 1.005.000 gulden waarvan 375.000 door de gemeente werd opgebracht, 190.000 werd verkregen door rijkssubsidie en 440.000 werd geleend.
In 1996 ging de Gereformeerde Kerk een samenwerkingsverband aan met de Hervormde Ontmoetingskerk in het kader van het Samen Op Weg-proces. Ter gelegenheid hiervan werd de Getuigeniskerk verbouwd, het orgel vervangen en kreeg de nieuwe naam Morgenster. Na de werkzaamheden werd de kerk op 29 september 1996 weer in gebruik genomen. Vanaf 1 april 2004 gingen de kerken samen verder als Protestantse Gemeente Middelburg (PGM). Nu nam het ledental vanaf 1977 al af in zowel de Hervormde als de Gereformeerde Kerk. Wegens financiële redenen moest daarom in 2012 besloten worden om twee kerken van de gemeente af te stoten. Hierbij werd gekozen voor de twee kerken welke het duurst in gebruik waren, namelijk de Oostkerk en de Morgensterkerk. In een poging om de wijkgemeente te behouden werd er gekeken naar alternatieve opties. Uiteindelijk kwam naar voren dat de kerk gesloopt zou worden en plaats zou maken voor een multifunctioneel wijkcentrum, waarin ook een kerkzaal zou worden gerealiseerd. In 2015 werd echter duidelijk dat een dergelijk project al elders werd uitgevoerd. De kerk moest gesloten worden. Aan het einde van 2016 werd de laatste dienst in de kerk gehouden, waarna de kerk per januari 2017 buiten gebruik is gesteld.
Op 18 maart 2020 werd in de kerk ingebroken en door vandalen vernielingen aangericht. Hierbij werd onder andere meubilair vernield, glas kapotgeslagen, de orgelpijpen ingedeukt, satanistische verwijzingen op de muur aangebracht en de kerk met verf besmeurd. De politie heeft spoedig vier verdachten aangehouden, jongeren tussen de 14 en 20 jaar.
Eind december 2020 werd een nieuw bestemmingsplan door de Gemeente Middelburg gepresenteerd. Dit bestemmingsplan voorziet in de sloop van de kerk om plaats te maken voor nieuwbouw. Aan de westzijde van het perceel zouden acht seniorenwoningen kunnen worden gerealiseerd en aan de oostzijde een appartementencomplex met twintig nieuwe woningen en maatschappelijke dienstverlening op de begane grond. In de eerste helft van 2022 werd de sloop aangevangen.

## Ontwerp
De zeshoekige kerkzaal bood ruimte voor 680 zitplaatsen. Door de hal met garderobe laag te houden geeft de entree naar de kerkzaal een gevoel van openheid. De wand aan de achterzijde werd bekleed met grenenhout, de preekstoel, deuren en het liturgisch centrum werden echter van teakhout vervaardigd. Verder beschikte de kerk over een consistorie, grote en kleine catechisatiezaal, predikantenkamer, grote zaal met 150 zitplaatsen, keuken en enkele dienstruimten. Naast de kerk bij de ingang staat een staalplastiek waarvan de voorstelling is ontleend aan het oudchristelijke symbool van de kroon en het kruis.

## Orgel
Vanaf de ingebruikname werd de gemeentezang begeleid door een klein huisorgel met luchtaandrijving tot april 1967 toen een Leeflang-orgel in de kerk werd geplaatst. Na 29 jaar in gebruik te zijn geweest werd het orgel in 1996 verkocht aan de Pinkstergemeente Het Kruispunt in Apeldoorn. Ter vervanging werd een Van Dam-orgel in de kerk geplaatst. Dit orgel dateerde uit 1906 toen het in de Vlissingse Nieuwe Kerk was geplaatst. Na de sluiting van deze kerk werd het orgel overgeplaatst naar de Johanneskerk, tevens in Vlissingen. Nadat deze kerk in 1995 ook sloot, werd het orgel overgeplaatst naar Middelburg. Met de afstoting van de kerk in 2016 werd het orgel te koop gezet. In 2020 werd het orgel verkocht aan de Gereformeerde Gemeente van Berkenwoude die het door de firma Flentrop in originele staat wil terugbrengen. Op 29 juni werd begonnen met de demontage van het orgel.